# Ołeksandr Ohorodnyk
Ołeksandr Ohorodnyk (ur. 8 lipca 1900 w Zdołbunowie, zm. ?) – ukraiński działacz społeczny i polityczny, poseł na Sejm V kadencji w II RP.

## Życiorys
Ukończył szkołę powszechną w Zdołbunowie oraz (w 1918) Szkołę Techniczną Ministerstwa Komunikacji w Kijowie. W 1918 wstąpił do oddziału partyzanckiego, z którego przeszedł do Wojska Polskiego. Po wojnie pracował w zarządzie miejskim w Równem, a na stałe mieszkał w Zdołbunowie. Był członkiem Rady Głównej oraz prezesem okręgowym zarządu Wołyńskiego Zjednoczenia Ukraińskiego. W 1938 uzyskał mandat poselski w okręgu wyborczym nr 58. W sejmie nie zgłosił przynależności klubowej. O dalszych losach brak danych.